# Akusmata
Akusmata (altgriechisch ἀκούσματα akoúsmata „Gehörtes, Hörsprüche“, ein Plural) ist ein Begriff aus der griechischen Philosophie der Antike. Er bezeichnet Aussprüche, die dem Philosophen Pythagoras zugeschrieben wurden. Angeblich wurden sie von seinen Schülern gehört und den folgenden Generationen überliefert. Ihr Ursprung und ihre Verbreitung sind unklar und in der Altertumswissenschaft umstritten. Nach neueren Forschungsergebnissen stammt der größte Teil der Sprüche nicht von Pythagoras oder seinen Schülern und gehörte nicht zum Lehrgut der frühen Pythagoreergemeinschaft.

## Terminologie
In allen älteren und den meisten späten Quellen werden die Sprüche Symbola (Sinnbilder) genannt. Die Bezeichnung Akusmata wird in moderner Fachliteratur verwendet, war aber in der Antike unüblich. Sie ist erst bei Iamblichos von Chalkis, der im 3. und frühen 4. Jahrhundert lebte, bezeugt und war auch nach seiner Zeit nicht gebräuchlich.

## Ursprung, Einteilung und Sinn
Die Symbola sind kurze Lebensregeln und Sprüche, die angeblich von Pythagoras mündlich mitgeteilt und später von Anhängern seiner Lehre schriftlich zusammengestellt wurden. Das überlieferte Material besteht teils aus Fragen und den zugehörigen Antworten, teils aus Vorschriften. Die gängige Einteilung in drei Gruppen geht vermutlich auf Aristoteles zurück. Die erste Gattung sind Definitionen, also Antworten auf Fragen des Typus „Was ist ...?“. Die zweite Gattung sind Fragen des Typus „Was ist am meisten ...?“, die auf eine höchste Steigerung zielen. Die dritte, gewichtigste Gruppe machen die Handlungsanweisungen aus. Die Antworten sind oft rätselhaft und daher auslegungsbedürftig. Der Sinn mancher Aussprüche ist unbekannt oder nur hypothetisch erschlossen. In der antiken Überlieferung sind einem Teil der Symbola Erläuterungen beigefügt, die das Verständnis erschließen sollen.
Iamblichos von Chalkis berichtet von der Einteilung in die drei Gattungen, wobei er wohl Material aus der Darstellung des Aristoteles verwertet. Er überliefert eine Liste von 39 Handlungsanweisungen sowie zwei Fragen des Typus „Was ist ...?“ und sieben Fragen des Typus „Was ist am meisten ...?“. Iamblichos weist darauf hin, dass nicht alle überlieferten Erläuterungen zu den Pythagoras zugeschriebenen Aussprüchen pythagoreisch seien; ein Teil sei erst später von Außenstehenden hinzugefügt worden.
Beispiele für definierende Sprüche sind: „Was sind die Inseln der Seligen? – Sonne und Mond“, „Was ist das Orakel von Delphi? – Die Tetraktys“. Fragen nach einer höchsten Steigerung sind beispielsweise: „Was ist das Schönste? – Harmonie“, „Was ist das Mächtigste? – Einsicht“. Mit Sätzen wie „Meide die Hauptstraßen und gehe über die Pfade!“, „Nimm keine Schwalbe in dein Haus auf!“, „Überschreite nicht das Joch!“ werden Verhaltensregeln gegeben, teilweise mit Begründungen.
Die Anweisungen, zu denen Gebote und Verbote zählen, sind nach einer in der Antike verbreiteten Auffassung metaphorisch zu verstehen und haben einen verborgenen tiefen Sinn. So wurde behauptet, die Vorschrift „Schüre das Feuer nicht mit dem Messer!“ bedeute, dass man einen Zornigen nicht mit scharfen Worten reizen solle. In den Quellen ist ein Wandel erkennbar: Während die Anweisungen in Berichten älteren Ursprungs teils buchstäblich, teils allegorisch aufgefasst werden oder beide Möglichkeiten offen bleiben, dominiert in den Darstellungen aus der römischen Kaiserzeit die metaphorische Interpretation.
Eine moderne Forschungsmeinung besagt, die Vorschriften seien ursprünglich nicht nur wörtlich verstanden, sondern auch in der alltäglichen Lebenspraxis der Pythagoreer buchstäblich befolgt worden. Ihr Ursprung sei in uraltem Volksglauben und in kultischen Riten zu suchen. Dieser Deutung zufolge waren es archaische, den Alltag prägende Regeln, die ängstlich eingehalten werden mussten, die Bewegungsfreiheit einschränkten und das Leben stark belasteten. Erst später habe sich das Bedürfnis nach einem rationalen Verständnis geltend gemacht. Infolgedessen habe die Suche nach einem verborgenen Sinn begonnen, und so sei die allegorisch-symbolische Auslegung entstanden. Eine gegenteilige Hypothese lautet, vermutlich habe niemand die Regeln im wörtlichen Sinn eingehalten, jedenfalls habe es keinen aus den Anweisungen bestehenden Verhaltenskodex der frühen Pythagoreer gegeben. Beide Forschungsrichtungen nehmen an, dass der Sinn der meisten Sprüche ursprünglich ein buchstäblicher war und dass in diesen Fällen die allegorische Deutung erst im Lauf der Zeit aufkam und sich schließlich in der literarischen Verarbeitung des Stoffs durchsetzte.
Die moderne Forschung geht davon aus, dass ein ursprünglich relativ kleiner Bestand an Symbola im Lauf der Zeit massiv erweitert wurde. Die Tabus, die unter anderem einzelne tierische Speisen wie bestimmte Seefische betreffen, sind offenbar nicht aus dem Pythagoreismus heraus entstanden. Parallelen bei Homer und Hesiod, in Mysterienkulten, im Volksglauben und in magischen Praktiken zeigen, dass der Ursprung dieser Verbote in der Folklore zu suchen ist.

## Akusmatiker
Da Pythagoras seine Lehren nicht schriftlich fixierte, bildeten sich in der Gemeinschaft schon früh verschiedene Sichtweisen heraus. Spätestens um die Mitte des 5. Jahrhunderts zeigten sich unter denen, die sich zur pythagoreischen Tradition bekannten, unterschiedliche Strömungen. Es soll zwei sehr verschiedenartige Gruppen gegeben haben, die „Akusmatiker“ und die „Mathematiker“. Angeblich orientierten sich die Akusmatiker an den Anweisungen in den Symbola, die Mathematiker an „Mathemata“, worunter man überprüfbares Wissen verstand, nicht nur Mathematik. Diese Aufspaltung ist allerdings erst in kaiserzeitlichen Berichten erwähnt, deren Quellenwert zweifelhaft ist. Unklar ist, ob schon Pythagoras seine Schüler je nach Neigung und Befähigung in Gruppen aufteilte, denen er unterschiedliche Aufgaben zuwies. Angeblich gab es bei ihm „Esoteriker“ (privilegierte Schüler) und „Exoteriker“ (bloße Hörer). Jedenfalls kam es nach einem Bericht, den manche Forscher auf Aristoteles zurückführen, zu einem unbekannten Zeitpunkt nach dem Tod des Schulgründers zu einer Spaltung zwischen zwei Richtungen. Dabei nahm jede von ihnen für sich in Anspruch, die authentische Tradition des Pythagoras fortzusetzen.
Nach Angaben, deren Glaubwürdigkeit umstritten ist, herrschte bei denen, die sich an die Symbola hielten, ein religiöser Autoritätsglaube. Demnach waren sie von der übermenschlichen Natur und Unfehlbarkeit des Meisters Pythagoras überzeugt, folgten strikt den Vorschriften und antworteten auf Einwände mit dem „Autoritätsbeweis“: „Er selbst [Pythagoras] hat es gesagt.“ Eine späte Überlieferung, wonach es eine esoterische Geheimlehre des Pythagoras gab, die den verborgenen Sinn der rätselhaften Sprüche ausmacht und die der Meister nur seinen zu strenger Diskretion verpflichteten Schülern verkündete, hält Leonid Zhmud für unglaubwürdig. Die Gegenmeinung vertreten Walter Burkert und Gabriele Cornelli. Sie rücken den ursprünglichen Pythagoreismus in die Nähe der Mysterienkulte und meinen, alle Schüler des Pythagoras seien zur Geheimhaltung verpflichtete Akusmatiker gewesen. Eine vermittelnde Position nimmt Johan C. Thom ein. Er vermutet, dass schon Pythagoras den Grundstock einer Sammlung von damals bereits verbreiteten Sprüchen anlegte und eigenes Gedankengut hinzufügte. Nach Thoms Ansicht gab es wohl schon unter den frühen Pythagoreern eine buchstabengläubige und eine rational ausgerichtete Strömung, und später ergab sich durch Verfestigung dieses Gegensatzes die Aufspaltung in Mathematiker und Akusmatiker. Anderer Meinung ist Tomáš Vítek, der die Aufspaltung für eine Legende hält. Nach Víteks Auffassung wurde die älteste Sammlung von angeblich pythagoreischen Hörsprüchen nicht im Kreis der Pythagoreer angelegt und war auch nicht für sie gedacht. Vielmehr entstand sie wohl im Milieu der rivalisierenden Philosophenschulen des späten 4. Jahrhunderts v. Chr., vermutlich im Peripatos.

## Rezeption

### Antike
Die älteste interpretierende Schrift ist die verlorene Auslegung pythagoreischer Symbola, die nach der vorherrschenden Forschungsmeinung Anaximandros von Milet der Jüngere am Ende des 5. Jahrhunderts oder im frühen 4. Jahrhundert v. Chr. verfasste. Sie ist nur aus ihrer Erwähnung in der Suda, einer byzantinischen Enzyklopädie, bekannt, bildet aber den Ausgangspunkt eines Teils der heute vorliegenden Überlieferung. Der in Athen lebende Gelehrte Anaximandros sammelte die ihm zugänglichen Symbola und bemühte sich um die Erhellung des verborgenen Sinns, den er ihnen zuschrieb.
Aristoteles soll der Autor einer heute ebenfalls verlorenen Abhandlung Über die Pythagoreer sein, die jedenfalls aus seiner Schule stammt; aus ihr zitiert der kaiserzeitliche Doxograph Diogenes Laertios einige Sprüche. Von einer Schrift Über die pythagoreischen Symbola, die ein Neupythagoreer namens Androkydes verfasste, sind nur Fragmente erhalten geblieben. Ausführlich ist die Darstellung in den Werken Über das pythagoreische Leben und Protreptikos (Aufruf) zur Philosophie des Iamblichos von Chalkis. Sie fußt zumindest zu einem beträchtlichen Teil auf Mitteilungen des Aristoteles.
Neben diesen Autoren, die dem Pythagoreismus oder den Symbola Spezialabhandlungen widmeten, zeigten auch viele andere antike Schriftsteller Interesse an den Sprüchen. Zu ihnen zählen Plutarch, der sich in seinen Tischgesprächen mit den Symbola befasste, Lukian von Samosata, Älian und Athenaios sowie eine Reihe von christlichen Autoren und spätantiken Neuplatonikern. Das Interesse der Kirchenschriftsteller Clemens von Alexandria, Origenes und Ambrosius von Mailand galt der moralischen Deutung der Vorschriften. Der Kirchenvater Hieronymus († 420) stellte eine Liste von dreizehn Symbola mit knappen Erläuterungen zusammen und erwähnte, dass noch zu seiner Zeit in der einstigen Magna Graecia, dem Verbreitungsgebiet des frühen Pythagoreismus in Süditalien, pythagoreische Lehrsätze (dogmata) überall öffentlich auf Tafeln verzeichnet waren.

### Mittelalter und Frühe Neuzeit
Die Liste des Hieronymus wurde zur Ausgangsbasis für die mittelalterliche Rezeption. In stark verbreiteten spätmittelalterlichen Werken – den Gesta Romanorum, dem Speculum historiale des Vinzenz von Beauvais und dem Liber de vita et moribus philosophorum des Pseudo-Walter Burley – wurde auf die Symbola eingegangen. Sieben Sprüche sind in der Kompilation Picatrix zitiert, einem ursprünglich in arabischer Sprache abgefassten Handbuch der Magie und Astrologie, das im Spätmittelalter in einer lateinischen Übersetzung zirkulierte und noch in der Frühen Neuzeit eine beträchtliche Nachwirkung erzielte.
Unter den Renaissance-Humanisten war Leon Battista Alberti (1404–1472) der erste, der die Symbola ausführlich erörterte. In einem seiner Tischgespräche (Intercenales) wird eine Anzahl von Sprüchen mit kurzen Erklärungen vorgetragen und besprochen. Alberti, der von Lukians satirischer Darstellung des Pythagoreismus beeinflusst war, behandelte das Thema auf heitere, humoristische Weise.
Dank den Bemühungen der Humanisten verbreiterte sich die Quellenbasis im 15. Jahrhundert stark. Die im Mittelalter unzugänglichen Werke des Iamblichos Über das pythagoreische Leben und Aufruf zur Philosophie wurden entdeckt. Marsilio Ficino hatte ab den frühen 1460er Jahren Zugang zu diesem Quellenmaterial und setzte sich intensiv damit auseinander. Er verglich die Symbola mit biblischen Geboten und verfasste einen kleinen lateinischen Kommentar, den Commentariolus in symbola Pythagorae, in dem er einige der Sprüche auslegte. Der Kleriker Antonio degli Agli, ein Zeitgenosse Ficinos, schrieb eine Explanatio symbolorum Pythagorae (Erklärung der Symbola des Pythagoras), mit der er eine kritische Einschätzung aus katholischer Sicht vorlegte. Schließlich verfasste der Florentiner Diplomat und Gelehrte Giovanni Nesi im Jahr 1500 das Symbolum Nesianum, eine Sammlung von 48 Symbola mit Kommentar. Der Humanist Filippo Beroaldo der Ältere veröffentlichte 1503 in Bologna einen weiteren Kommentar, die Symbola Pythagorica moraliter explicata (Pythagoreische Symbola moralisch erklärt). Erasmus von Rotterdam präsentierte in seinen 1508 in Venedig gedruckten Adagia, einer überarbeiteten Fassung seiner Sprichwortsammlung, eine allegorische Symbola-Deutung. Johannes Reuchlin erörterte die Symbola 1517 in seiner in Dialogform abgefassten Abhandlung De arte cabalistica (Über die kabbalistische Kunst), wobei er in erster Linie moralisierend vorging. Schließlich veröffentlichte der Florentiner Gelehrte Lilio Gregorio Giraldi 1551 eine zweibändige Untersuchung antiker Rätsel und Sprüche, deren zweiter Band den „Pythagorae symbola“ gewidmet ist. Giraldi untersuchte sein Thema aus religionswissenschaftlicher Perspektive und ging auf die Frage der Authentizität des überlieferten Materials ein. Im Gegensatz zu seinen Vorgängern verfolgte er kein moralisches oder ideologisches Ziel, sondern beschränkte sich auf die wissenschaftliche Analyse.

## Textausgaben und Übersetzungen
- Laura Gemelli Marciano (Hrsg.): Die Vorsokratiker. Band 1, Artemis & Winkler, Düsseldorf 2007, ISBN 978-3-7608-1735-4, S. 118–133, 206–208 (griechische Quellentexte mit deutscher Übersetzung und Erläuterungen)
- Maria Timpanaro Cardini (Hrsg.): Pitagorici. Testimonianze e frammenti. Band 3, La Nuova Italia, Firenze 1964, S. 240–271 (griechische Quellentexte mit italienischer Übersetzung und Erläuterungen)